# Macroteleia larga
Macroteleia larga är en stekelart som beskrevs av Muesebeck 1977. Macroteleia larga ingår i släktet Macroteleia och familjen Scelionidae. Inga underarter finns listade i Catalogue of Life.